# Product Circularity Data Sheet
 (février 2025).
 (février 2025).
La mise en forme du texte ne suit pas les recommandations de Wikipédia : il faut le « wikifier ».
Les points d'amélioration suivants sont les cas les plus fréquents :
- Les titres sont pré-formatés par le logiciel. Ils ne sont ni en capitales, ni en gras.
- Le texte ne doit pas être écrit en capitales (les noms de famille non plus), ni en gras, ni en italique, ni en « petit »…
- Le gras n'est utilisé que pour surligner le titre de l'article dans l'introduction, une seule fois.
- L'italique est rarement utilisé : mots en langue étrangère, titres d'œuvres, noms de bateaux, etc.
- Les citations ne sont pas en italique mais en corps de texte normal. Elles sont entourées par des guillemets français : « et ».
- Les listes à puces sont à éviter, des paragraphes rédigés étant largement préférés. Les tableaux sont à réserver à la présentation de données structurées (résultats, etc.).
- Les appels de note de bas de page (petits chiffres en exposant, introduits par l'outil «  Source ») sont à placer entre la fin de phrase et le point final[comme ça].
- Les liens internes (vers d'autres articles de Wikipédia) sont à choisir avec parcimonie. Créez des liens vers des articles approfondissant le sujet. Les termes génériques sans rapport avec le sujet sont à éviter, ainsi que les répétitions de liens vers un même terme.
- Les liens externes sont à placer uniquement dans une section « Liens externes », à la fin de l'article. Ces liens sont à choisir avec parcimonie suivant les règles définies. Si un lien sert de source à l'article, son insertion dans le texte est à faire par les notes de bas de page.
- La présentation des références doit suivre les conventions bibliographiques. Il est recommandé d'utiliser les modèles {{Ouvrage}}, {{Chapitre}}, {{Article}}, {{Lien web}} et/ou {{Bibliographie}}. Le mode d'édition visuel peut mettre en forme automatiquement les références.
- Insérer une infobox (cadre d'informations à droite) n'est pas obligatoire pour parachever la mise en page.

Pour une aide détaillée, merci de consulter Aide:Wikification.
Si vous pensez que ces points ont été résolus, vous pouvez retirer ce bandeau et améliorer la mise en forme d'un autre article.
 (février 2025).
La fiche de données de circularité des produits (ou Product Circularity Data Sheet, PCDS, en anglais) est une norme internationale (ISO 59040) qui fournit un cadre structuré pour la communication et l'échange de données de circularité des produits dans un format transparent, standardisé et lisible par machine. La PCDS vise à faciliter la transition vers une économie circulaire en permettant aux entreprises de communiquer des données fiables et comparables sur les propriétés circulaires de leurs produits.

## Présentation
Développé dans le cadre d'une initiative plus large visant à normaliser les pratiques de l'économie circulaire, le cadre PCDS a été initialement conceptualisé par une initiative sectorielle, puis formalisé dans la norme ISO 59040, publiée par l'Organisation internationale de normalisation (ISO) en février 2025. La méthodologie PCDS permet aux entreprises de fournir des informations cohérentes sur les aspects de circularité de leurs produits, contribuant ainsi au respect de réglementations telles que les normes européennes de reporting en matière de développement durable (ESRS), la directive sur le reporting en matière de développement durable des entreprises (CSRD) et le règlement sur l'écoconception des produits durables (ESPR).
L'initiative PCDS a vu le jour au Luxembourg, l'initiative PCDS Luxembourg servant de référence clé pour la mise en œuvre et l'adoption dans tous les secteurs.

## But et objectifs
Le PCDS est conçu pour améliorer la traçabilité des produits et la transparence en ce qui concerne les attributs de circularité. Il permet aux fabricants, aux fournisseurs, aux auditeurs et aux régulateurs d'échanger des informations essentielles sur le cycle de vie d'un produit, notamment :
- La composition des matériaux et la recyclabilité
- Les déclarations de production
- Durabilité et réparabilité
- Potentiel de réutilisation
- Options de traitement en fin de vie

En fournissant une fiche de données numériques standardisée, le PCDS favorise l'interopérabilité entre les différents cadres de reporting de durabilité et les passeports numériques de produits.

## Norme ISO 59040
Le PCDS a été officiellement reconnu comme ISO 59040, une norme de la série ISO 59000, qui définit l'ontologie et les principes de l'économie circulaire. La norme ISO 59040 établit le cadre de structuration des données de circularité, garantissant la compatibilité avec les cadres réglementaires et les plateformes numériques.
Selon le site officiel de l'ISO, la norme ISO 59040 fournit des lignes directrices aux entreprises pour qu'elles divulguent les informations de circularité dans un format harmonisé, ce qui facilite l'évaluation des déclarations de durabilité et soutient les initiatives d'écoconception.

## Adoption et mise en œuvre dans l'industrie
Le PCDS est en cours d'adoption par diverses industries, en particulier dans les secteurs de la construction, de l'électronique et du textile, où la transparence des matériaux et la conformité à la circularité sont essentielles. Les organisations intègrent de plus en plus le PCDS dans leurs stratégies de développement durable, car il s'aligne sur les exigences réglementaires européennes et les initiatives émergentes de passeport numérique des produits.
Au Luxembourg, la plateforme pcds.lu a été lancée en tant qu'initiative pionnière visant à promouvoir l'adoption généralisée du PCDS et à faciliter l'échange de données entre les acteurs de la chaîne d'approvisionnement.

## Relation avec les cadres réglementaires
Les politiques de développement durable de l'Union européenne stimulent la demande de rapports structurés sur la circularité. Le PCDS joue un rôle crucial dans la conformité réglementaire avec :
La directive sur les rapports de développement durable des entreprises (CSRD), qui impose aux entreprises de divulguer des informations sur le développement durable.
Le règlement sur l'écoconception des produits durables (ESPR), qui oblige les entreprises à fournir des données sur l'impact environnemental des produits.
La Green Claim Directive, qui vise à éliminer les allégations environnementales trompeuses en imposant la divulgation de données.